# ميانرود
ميانرود هي مدينة إيرانية تقع في القسم المركزي من مقاطعة دزفول في محافظة خوزستان. حسب إحصاءات المركز الرسمي للإحصاءات الإيرانية في 2006 كان يسكن ميانرود 9199 شخص.